# World's end, girl's rondo
「world's end, girl's rondo」（ワールズエンド ガールズロンド）は、分島花音の6枚目のシングル。2014年10月15日にワーナー・ブラザース・ホームエンターテイメントから発売された。

## 概要
前作「killy killy JOKER」に続き、テレビアニメ『selector』シリーズの第2期『selector spread WIXOSS』の主題歌となっている。2014年10月27日付のオリコンチャートでは、自己最高の17位を記録した。
初回限定盤には特典として、分島本人がイラストを描いたトレーディングカードゲーム『WIXOSS』のプロモカード《羅植 カーノ》（PR-093）が封入されている。また、アニメロミックス（ドワンゴ）では《羅植 カーノ》の別バージョン（PR-097）が配信限定特典として配布された。これとは別に、一部店舗特典では前作と同様に分島本人が描いた小湊るう子とタマのB2判ポスターが付属していた。
2016年2月10日に発売された9thシングル「Love your enemies」（劇場版『selector destructed WIXOSS』主題歌）では、カップリング曲として井内舞子によるリミックスバージョンが収録された。

## 収録曲
1. world's end, girl's rondo [4:25]
作詞・作曲：分島花音、編曲：江口亮
テレビアニメ『selector spread WIXOSS』オープニングテーマ
前作の「黒のイメージ」との対比で「自分の希望や未来のためにこの状況を終わらせる」前向きなイメージを歌詞に込めたとしている[7]。
2. continue [4:18]
作詞・作曲：分島花音、編曲：千葉"naotyu-"直樹
タカラトミー『WIXOSS』コマーシャルソング
3. world's end, girl's rondo（Instrumental）
4. continue（Instrumental）

### DVD（初回限定盤のみ）
1. world's end, girl's rondo（Music Video/TV-SPOT）